# بيلي أيشنر
بيلي أيشنر (بالإنجليزية: Billy Eichner)‏ هو كاتب ومقدم تلفزيوني وممثل أمريكي، ولد في 18 سبتمبر 1978 في نيويورك في الولايات المتحدة.

## أعمال

### أفلام
- (2016)  صعود نادي الفتيات[4]
- (2019) الأسد الملك

### مسلسلات
- الحدائق والمنتزهات

## وصلات خارجية
- بيلي أيشنر على موقع IMDb (الإنجليزية)
- بيلي أيشنر على موقع ميوزك برينز (الإنجليزية)
- بيلي أيشنر على موقع قاعدة بيانات الفيلم (الإنجليزية)